# 위니 할로
위니 할로(Winnie Harlow, 1994년 7월 27일 ~ )는 캐나다의 모델이다. 텔레비전 경연 프로그램 《도전! 슈퍼모델》 시즌 21에 참가해 백반증을 가진 모델로서 이름을 알렸다.